# Chiesa di Santa Maria Immacolata e Santi Pietro e Paolo
La chiesa di Santa Maria Immacolata e Santi Pietro e Paolo è la parrocchiale e il principale luogo di culto cattolico di Carenno, in provincia e diocesi di Bergamo; fa parte del vicariato di Calolzio-Caprino.

## Storia
Una chiesa a Carenno era presente già dal XV secolo, risulta, infatti, che la chiesa il 13 ottobre 1486, fu smembrata da quella di Lorentino diventando parrocchia autonoma. La chiesa era sotto la diocesi di Milano, appartenente alla vicaria della chiesa di Olginate. Il passaggio alla diocesi di Bergamo durò il triennio dal 1784 al 1787.
Le autorità civili nel 1784 definirono i nuovi confini provinciali e di conseguenza i confini diocesani con l'intervento della Sacra Congregazione concistoriale. Il decreto del 13 novembre 1786 di papa Pio VI fu il passaggio successivo e nel 1787 il passaggio dalla diocesi milanese a quella di Bergamo fu ufficiato dalle autorità vescovili. Nel 1801 e nel 1822, gli elenchi del clero indicano la chiesa parrocchiale capoluogo del vicariato locale, mentre nel 1861, quando era retta da un parroco coadiuvato da un cappellano, indicata nel vicariato di Calolzio.
La chiesa non rispondendo più alle esigenze dei fedeli che, a causa dell'incremento demografico, erano sempre più in numero maggiore, fu ricostruita su progetto di Luigi Angelini, con inizio lavori nel 1908 con la benedizione della posa della prima pietra dal vescovo Giacomo Radini-Tedeschi.
Il nuovo edificio di culto fu consacrato il 3 febbraio 1925 dal vescovo di Bergamo Luigi Maria Marelli intitolandolo all'Immacolata e ai santi Pietro e Paolo. Nell'occasione il vescovo fece dono delle reliquie dei santi Pio e Alessandro di Bergamo che furono sigillate nella nuova mensa dell'altare maggiore. Lavori di finitura come la costruzione del portico nel 1947, e di ammodernamento, come la posa del nuovo altare ligneo intagliato e con decori dorati posto al centro del presbiterio e rivolto verso i fedeli rispondente all'adeguamento liturgico delle chiese. 
Con decreto del 27 maggio 1979 del vescovo Giulio Oggioni la chiesa fu inserita nel vicariato locale di Calolzio-Caprino.

## Descrizione

### Esterno
L'edificio di culto con orientamento sud-est si trova al centro della località di Carenno, ed è anticipato dall'ampio sagrato con pavimentazione in bolognini di porfido. La facciata composta da pietra locale lavorata presenta un ampio porticato sempre in pietra aperto da tre grandi arcate. La campata centrale di misura maggiore, ha volta a botte mentre i soffitti delle campate laterali a crociera. La facciata prosegue con mensole sagomate e il grande rosone in pietra inserito in un grande arco sfondato e completo di trifora atta a illuminare l'aula.

### Interno
L'aula è a navata unica con volta a botte e divisa da colonne stuccate a lucido in cinque campate. Le colonne sono complete di alto basamento e capitello d'ordine ionico e sorreggono la trabeazione e il cornicione dove s'imposta la volta a botte, e le finestre circolari atte a illuminare l'aula corrispondenti a ogni campata collegate con strombature e raccordi.
Il fonte battesimale è posto a sinistra della prima campata, e corrispondente a sinistra vi è il pulpito ligneo posto in una nicchia. La seconda campata presenta a sinistra l'altare dedicato alla Madonna Immacolata e corrispondente a destra quello di Sant'Antonio di Padova. La terza ospita gli ingressi minori laterali e nella quarta la cappella della Madonna del Santo Rosario e corrispondente quello del Sacro Cuore di Gesù.
La zona presbiteriale con volta a botte di misura inferiore rispetto alla navata, è rialzata da sei gradini e termina con abside coperta da catino.